# Euneura lachni
Euneura lachni är en stekelart som först beskrevs av William Harris Ashmead 1887.  Euneura lachni ingår i släktet Euneura och familjen puppglanssteklar. Arten är reproducerande i Sverige. Inga underarter finns listade i Catalogue of Life.